# Hippa
Hippa är även ett regionalt namn på leken tafatt.
Hippa är ett släkte av kräftdjur. Hippa ingår i familjen Hippidae.
Kladogram enligt Catalogue of Life:
| Hippa | \| \| Hippa pacifica \| \| \| \| \| \| Hippa testudinaria \| \| \| \| |
|       | \| \| Hippa pacifica \| \| \| \| \| \| Hippa testudinaria \| \| \| \| |
|       | Emerita                                                               |
|       |                                                                       |
|       | Hippa pacifica                                                        |
|       |                                                                       |
|       | Hippa testudinaria                                                    |
|       |                                                                       |

|  | Hippa pacifica     |
|  |                    |
|  | Hippa testudinaria |
|  |                    |